# Tortor daulias
Tortor daulias är en insektsart som beskrevs av George Willis Kirkaldy 1907. Tortor daulias ingår i släktet Tortor och familjen dvärgstritar. Inga underarter finns listade i Catalogue of Life.